# يلماز كوني
يلماز كونَي (بالتركية: يلماز كوني)‏ مخرج وممثل ومؤلف كردي ، يعتبر الأشهر إطلاقا في كردستان وتركيا .

## حياته
ولد في قرية اينجه التابعة لمدينة أضنه في 1 إبريل 1937 من أبويين كرديين . دخل عالم السينما عام 1957 كمساعد مخرج للفيلم أبناء من هذا الوطن.
حصل على 17 جائزة سينمائية أهمها السعفة الذهبية من مهرجان كان للأفلام السينمائية عن فيلمه الأشهر الطريق عام 1982 الذي يتحدث عن الحياة الصعبة في كردستان الشمالية وقد أخرج كونَي نصف هذا الفيلم وهو في السجن.
سجن كونَي عدة مرات بسبب مواقفه السياسية وكتب وأخرج عدد من أفلامه وهو في السجن، حيث كان يوجه زملائه أثناء زيارته في السجن عن كيفية إدارة الكاميرا والمشاهد التصويرية.
هرب من السجن وتوجه إلى فرنسا حيث توفي هناك عام 1984 وشارك في مراسم تشييعه أبرز الشخصيات السياسية في فرنسا.
كان يكتب أفلامه باللغة التركية كذلك جل تمثيله كان باللغة التركية لأن النظام السياسي في تركيا كانت تمنع من إنتاج أفلام باللغة الكردية.
مثل وأخرج كونَي أكثر من 110 فيلم سينمائي.

## أبرز أفلامه
1. الطريق
2. القطيع
3. الجدار
4. الأمل
5. الهاربون
6. الكابوس
7. الأب
8. الفقراء
9. رجل قبيح
10. الذئاب الجائعة
11. سيد خان
12. غدا هو اليوم الأخير
13. العدو
14. العلقم
15. أبناء من هذا الوطن
16. زمن التبغ
17. ملك الملوك
18. النسر الجريح
19. الملك البشع
20. أنا لا أتاثر بالرصاص

## روابط خارجية
- يلماز كوني على موقع IMDb (الإنجليزية)
- يلماز كوني على موقع مونزينجر (الألمانية)
- يلماز كوني على موقع ألو سيني (الفرنسية)
- يلماز كوني على موقع ميوزك برينز (الإنجليزية)
- يلماز كوني على موقع أول موفي (الإنجليزية)
- يلماز كوني على موقع قاعدة بيانات الأفلام السويدية (السويدية)
- يلماز كوني على موقع قاعدة بيانات الفيلم (الإنجليزية)
- يلماز كوني على موقع كينوبويسك (الروسية)